# Det Gule Palæ
 For alternative betydninger, se Det Gule Palæ (flertydig). (Se også artikler, som begynder med Det Gule Palæ)
Det Gule Palæ er en bygning i København, beliggende i Amaliegade 18.
Palæet blev bygget i årene 1759-64, tegnet af arkitekten Nicolas-Henri Jardin til storkøbmanden Frederik Bargum. I 1810 erhvervede Frederik 6. palæet, der herefter skulle tjene som gæstebolig for kongefamiliens slægtninge. I 1837 flyttede prins Christian (den senere Christian 9.) ind i palæet, hvor han boede med familien indtil 1865, hvorefter de fik residens på Amalienborg Slot.
Palæet ejes i dag af staten gennem Slots- og Kulturstyrelsen og rummer Hofmarskallatet.
Betegnelsen Det Gule Palæ anvendes/anvendtes om en række andre bygninger, bl.a. et nu nedrevet palæ på herregården Torbenfeldt af arkitekt Ivar Bentsen, en blok i De Gamles By i København, et boligkompleks på Ordrup Jagtvej og om kommandoposten på Københavns Godsbanegård, hvor i øvrigt en del af optagelserne til Ballings film, Olsen-banden på sporet, foregik.

## Historie

### 1700-tallet
Da kong Frederik 5. udsmykkede København ved anlæggelse af en ny bydel på det gamle slot Sophie Amalienborgs grunde, gik han meget storslået til værks. De adelsmænd og rigmænd, som ville bygge huse, skulle have grunden gratis og nogle skattelempelser, men måtte tillige påtage sig visse forpligtelser om bygningernes udseende. Arkitekten Nicolai Eigtved angav de kunstneriske retningslinjer for disse bebyggelser. Tilbuddet blev godt modtaget, og således opstod Amalienborg kvarteret, hvor især Amalienborgs pragtfulde palækvartet blev bestemmende for anslaget, men hvor også de mange huse i Amaliegade ved deres ensartede holdning forlener bydelen med en skøn og særpræget fornemhed.
Mens de fleste grunde hurtigt synes at være beslaglagte, gav kongen i 1749 København skøde på størsteparten af grundene, og bebyggelsen kom i stand med Eigtved eller hans elever som arkitekter. Byggepladsen ved siden af Amalienborg, nærmest det Schackske Palæ, på den østre side af Amaliegade viste sig at være en af de mindst begærede grunde. Først i 1764 blev grunden bebygget, og på en måde der gav huset et særpræg indenfor kvarteret.
Facaden holder sig i nogen grad indenfor det i 1750 fastslåede skema, men skiller sig dog i dekorationen helt ud fra det. Den smykkedes med medaljoner, guirlander og vaserelieffer. Det er nyklassicismen, som holder sit indtog blandt Københavns bygninger.
Husets bygherre var Henning Frederik Bargum, født i København 1733. Han erhvervede nu grunden i Amaliegade og lod med sin sædvanlige ekstravagance den fornemme franske arkitekt N.H. Jardin levere tegning til sit nye hus. Det, som nu kaldes Det Gule Palæ.
I stueetagen boede Bargum, og der havde han sine kontorer, mens første etage, ”salen”, i reglen var lejet ud, formentlig til fremmede diplomater. Bargum mistede sin formue. I 1774 flygtede han for sine kreditorer og flakkede siden rundt i udlandet og havde stadig uheldet med sig. Imidlertid var palæet stillet til salg af boet, og ved auktion blev det købt af Carl Friedrich Busky for 16.520 rdlr; dog skulle desuden restancerne og omkostningerne betales af køberen, ligesom Bargums moder foreløbig skulle blive boende i sin lejlighed.
Den nye ejer var indvandret ca. 1767 fra Pommern som handlende og fik 1772 grossererborgerskab. Han kaldte sig oprindelig Buschke eller Buzsky, men fastslog senere navnet Busky. Vel var huset billigt, dets taksationsværdi var 27.000 rdlr. Han købte det for 16.520 rdlr. og fik straks et lån på 14.000 rdlr. af Tugt-og Forbedringshusets midler. Kort efter søgte han om indfødsret, men ansøgningen blev afslået. Et par år efter erhvervelsen af ejendommen giftede Busky sig med en velhavende, københavnsk dame af borgerskabet, Anna Christine Gad, datter af da afdøde skibsbygmester Ole Gad på Christianshavn.

### Christiansborgs brand
Mens Busky ejede Det Gule Palæ, fandt Christiansborgs brand sted 1794, og da kongefamilien nu var hjemløs i hovedstaden, blev Amalienborg Palæerne erhvervede, og Busky blev således nabo til Frederik VI, der flyttede ind i det Schackske Palæ. Familiepapirerne omtaler, hvorledes haveanlægget i gården bag det nuværende Christian IX’s palæ optog børnene.
Der meldte sig en køber til Det Gule Palæ, og da Busky var blevet både syg og gammel, besluttede han at afhænde palæet. Købskontrakten udfærdigedes i august 1808. Prisen var 40.000 rdlr. Køberen afslørede sig straks som havende handlet på kong Frederiks vegne. Palæet var bestemt til prins Ferdinands brug.
Det blev dog ikke prins Ferdinand, som flyttede ind på Det Gule Palæ, det holdtes i beredskab til, når kongens datter, prinsesse Caroline, skulle sætte bo. Hun blev snart forlovet med prins Christian af Hessen, men han døde, og da hun 1829 ægtede prins Ferdinand, havde kongen overdraget hende en anden bolig ved Amalienborg, det Bernstorffske Palæ i Bredgade.
Imidlertid blev palæet brugt som gæstebygning til kongens bolig. Her indlogeredes Frederik VI’s svoger hertug Wilhelm af Glyksborg under sine besøg og her boede prins Henrik af Oranien da han gæstede København. I 1833 indrettedes palæet til bolig for prins Vilhelm af Glyksborg, hertugens tredjeældste søn, mens han gjorde militærtjeneste i København. Efter at Vilhelm af Glyksborg havde forladt København, synes palæet i 1837-(1839) at være overladt til hans yngre bror prins Christian. Prinsen var nemlig efter faderens død af sin formynder kongen og med Christian 8.'s støtte bestemt til en post i den danske hær og gennemgik, med bolig på kadetakademiet (nu landsretsbygningen i Bredgade) under Oberst Lindes opsyn, skolingen og uddannelse som dansk officer. I 1835 blev han ritmester ved garden til Hest, sytten år gammel. 
Da han i 1842 blev gift med en datter af Christian 8.s søster og landgreve Wilhelm af Hessen, der som Københavns kommandant boede i det palæ, som nu bebos af Kronprins Frederik, fik prins Christian bolig i hele Det Gule Palæ og kunne fyldestgøre kravene til denne stilling ved tilskud fra sin moster enkedronning Marie. Her levede han og prinsesse Louise en række år med et ret sparsomt afmålt budget, opdrog deres børn, der siden fik så store hverv i samfundet som konger og dronninger ude i Europa. 

### Glücksburgske slægt
Da det blev klart, at den gamle oldenborgske kongestamme ville uddø med Frederik 7., ville hans farbror arveprins Ferdinand være nærmeste arving til tronen. Derefter kom efter kongeloven, som i hvert fald angik Danmark og vel også monarkiet, Ferdinands søstre. Den ældste var enke uden børn, den næste var landgreve Wilhelm af Hessens hustru, men hun var allerede gammel ligesom landgreven. Prinserne af Augustenborg og af Glyksborg nedstammede på mandssiden fra Christian 3., men for dem gjaldt ikke kongelovens arvegang. Landsgreven havde en søn, men havde udsigt til at blive kurfyrste i sit hjemland Hessen-Kassel. Derfor sluttedes med særlig anbefaling af den russiske zar den aftale, at prinsesse Louise og hendes gemal prins Christian skulle bestige monarkiets trone, når hun fik sin mosters, moders og broders arveafkald, og altså var retslig arving til Danmark, og fordi han på mandssiden nedstammede fra den gamle, danske kongeslægt af det oldenborgske hus. Frederik 7. ville ret logisk have, at det måtte blive deres søn, den senere Frederik 8., der blev hans efterfølger, men prinsen var på det tidspunkt kun et barn, så det blev prins Christian, der ved prinsesse Louises arveafkald  blev udpeget som tronarving, og de fleste europæiske magter gav deres tilslutning til denne bestemmelse (Londoner Traktaten, Warschau-aftalerne). Således forandredes prins Christian af Glyksborgs forhold i 1852. Han blev prins til Danmark.
Christian og Louise blev boende i Det Gule Palæ, men i 1865 flyttede den kongelige familie over i naboejendommen Frederik VIII’s Palæ på Amalienborg, som havde stået ledigt siden enkedronningen Maries død. Derefter blev Det Gule Palæ indrettet som bolig for Kronprins Frederik (8.). Da han blev gift i 1869 med Prinsesse Louise af Sverige og Norge, blev landgrevens palæ, der siden dennes død i 1867 havde stået ledigt, indrettet til bolig for kronprinseparret. Atter blev  Det Gule Palæ gæstebolig for kongens slægtninge, når de besøgte ham, og i stueetagen indrettedes lejligheder til hans brødre prinserne Hans og Vilhelm af Glyksborg. Specielt Hans forstod her at skabe sig et hjem.
I 1885 ægtede kong Christian IX’s yngste søn, marineofficeren prins Valdemar prinsesse Marie af Orléans, hertugen af Chartres’ datter, og det nygifte par fik kort efter bolig i Det Gule Palæ, der blev indrettet fuldstændig i tidens moderne stil med mange forskelligartede småting og fotografier, eksotiske møbler og malerier mellem hinanden, en blanding af et fornemt hus og et kunstneratelier. Efter prinsessens død i 1909 og efter at børnene havde giftet sig og flyttet til andre dele af København, faldt der mere stilhed over palæet.

## Fodnoter
1. ↑  Kongehuset Arkiveret 21. april 2012 hos  Wayback Machine 2012-02-23
2. ↑  Danske Slotte og Herregaarde, side 13 - 14
3. ↑  Danske Slotte og Herregaarde, side 14 - 15
4. ↑  Danske Slotte og Herregaarde, side 16 - 17
5. ↑  Danske Slotte og Herregaarde, side 18
6. 1 2  Danske Slotte og Herregaarde, side 19
7. ↑  Danske Slotte og Herregaarde, side 19 - 20
8. ↑  Danske Slotte og Herregaarde, side 20 - 21